# Nationalstaat
Der Nationalstaat ist ein Staatsmodell, das auf der Idee und Souveränität der Nation beruht. Im Begriff Nationalstaat fällt das Staatsgebilde mit dem Begriff der Nation zusammen. Sprachliche, kulturelle oder ethnische Homogenität werden im Diskurs um die Nation oft als Voraussetzung und Ziel eines (reinen) Nationalstaates benannt. Die Ideen der Nation und des Nationalstaats werden auch als Konstrukte bezeichnet.

## Nationalstaat, Vielvölkerstaat und Willensnation
Der Nationalstaat setzt einen Staat und eine Nation voraus. Beide sind aus historischen Entwicklungen entstanden und keine „natürliche“ Voraussetzung menschlichen Zusammenlebens. Entstehende Nationalstaaten sollen – so die Anhänger der Nationalstaatsidee – die wesentlichen Teile des staatstragenden und meist auch namensgebenden Volkes (Titularnation) in sich vereinen (vgl. Selbstbestimmungsrecht der Völker). Dabei soll der staatstragende Teil der Bevölkerung sich einer gemeinsamen Kultur oder Tradition verbunden fühlen. Idealtypisch gehören einem Nationalstaat alle Angehörigen eines Volkes und auch nur Angehörige dieses Volkes oder Kulturkreises an.
Den Gegensatz zum Nationalstaat bildet der Vielvölkerstaat, der innerhalb seines Staatsgebiets Angehörige von mehr als einer Nation vereint. Wenn unterschiedliche Völker in einem Staat zusammenleben wollen, spricht man von einer Willensnation. Beispiele für heutige Willensnationen sind die Schweizerische Eidgenossenschaft, das Königreich Belgien oder die Vereinigten Staaten von Amerika.
Dem Typus des Nationalstaates weitgehend angenähert sind heute zum Beispiel die Inselstaaten Japan und Island. Weitaus komplizierter wird es für entstehende, sich als Nationalstaaten begreifende Staaten, wenn sich die Siedlungsgebiete verschiedener Völker überlappen. In diesem Fall kann der Versuch der Nationalstaatsgründung in einen Krieg ausarten, wenn überlappende Völker ihren jeweiligen Nationalstaat auf demselben Territorium gründen wollen (z. B. Deutsch-Dänischer Krieg, Balkankriege, Nahostkonflikt). Konflikte können auch entstehen, wenn einzelne Völker mit ihrem Siedlungsgebiet aus einem Vielvölkerstaat austreten wollen. Man spricht dann von Separatismus oder Sezession. Solches Streben nach Souveränität des eigenen Siedlungsbereichs und nach Emanzipation des eigenen Volkes findet sich regelmäßig dort, wo ein Volk eines von einem größeren Volk dominierten Vielvölkerstaats sich, seine Interessen oder seine Kultur als unterdrückt, unterrepräsentiert oder bedroht sieht. Da eine Trennung beziehungsweise Verkleinerung des Staates meist nicht im Interesse des Vielvölkerstaates ist, kann der Interessenkonflikt zwischen den Völkern zu Bürgerkrieg (z. B. Jugoslawienkriege), Repression (z. B. Kurdistan), selten auch zu einem friedlichen Lösungsversuch (z. B. Québec, Drusen in Israel) führen.

## Geschichte

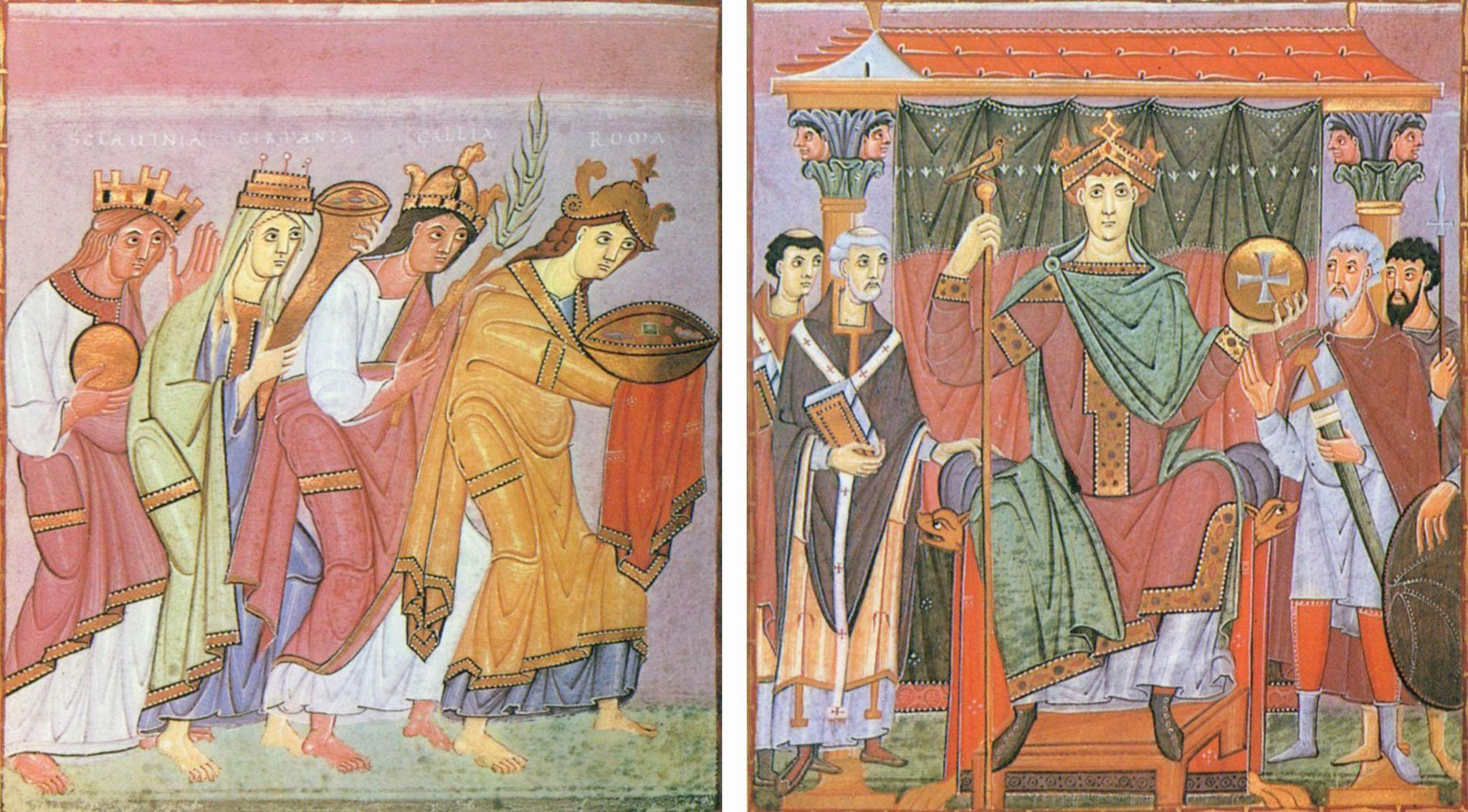
Sclavinia, Germania, Gallia und Roma huldigen Kaiser Otto III. – eine mittelalterliche, allegorische Darstellung der Existenz von Völkern, die der universalen Herrschaft eines christlichen Kaisers untergeordnet sind; Evangeliar Ottos III., Meister der Reichenauer Schule um 1000 n. Chr.

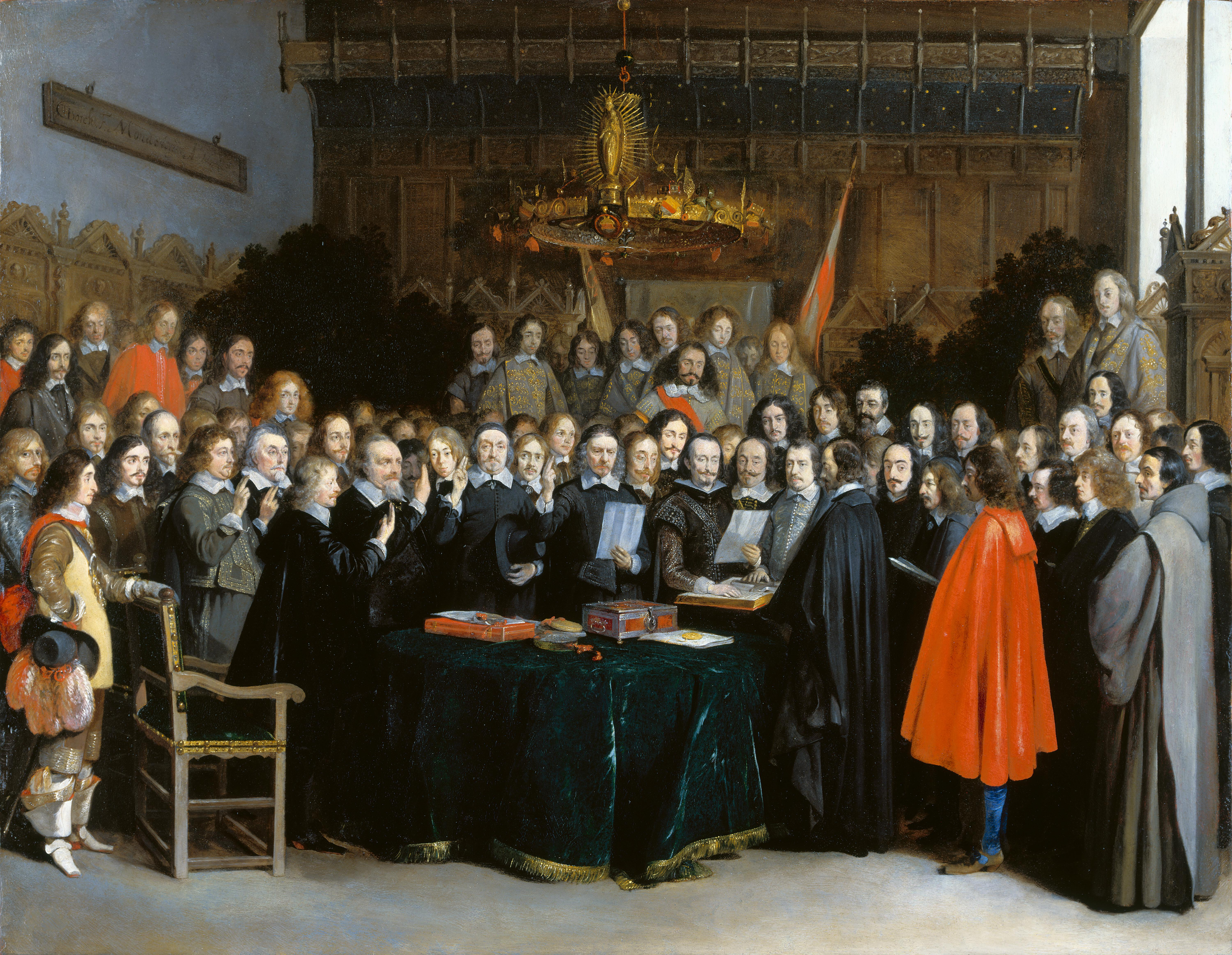
Gemälde von Gerard Terborch: Beschwörung des Friedens von Münster als Teil des Westfälischen Friedens von 1648 – Begründung des völkerrechtlichen Konzepts souveräner Nationalstaaten (Westfälisches System).

La liberté guidant le peuple – die romantische Vorstellung des 19. Jahrhunderts von der Existenz einer souveränen Nation; Eugène Delacroix, 1830

Der Nationalismus ist eine Entwicklung der europäischen Neuzeit. Vorläufer der Nationalstaaten im europäischen Mittelalter waren Personalverbände, die aufgrund ihrer Orientierung und Abhängigkeit auf einen Herrscher, eine Dynastie oder einen genossenschaftlich organisierten Herrschaftsverband auf die Kriterien, die einen Staat ausmachen, weitgehend verzichten konnten. Sie stabilisierten sich über die persönliche Bindung zwischen Herrschenden und Untertanen. Frühe Formen eines Nationalbewusstseins entwickelten sich in der Zeit der Kreuzzüge, insbesondere in Frankreich unter Ludwig VI. (1081–1137) und seit dem Albigenserkreuzzug unter einer vorherrschenden Nationalreligion. Eine Ebene internationaler Diplomatie und eine frühe Form nationalstaatlichen Handelns bildete der Westfälische Friede von 1648, in dem sich mit dem Konzept des Westfälischen Systems Staaten als souveräne Subjekte des Völkerrechts zu etablieren begannen. 
Die Idee des Nationalstaates rückte ab dem 18. Jahrhundert vollends in das Zentrum der Politik, als sich infolge großer Staatsverschuldung, hoher Steuern (Absolutismus, Merkantilismus) und heftiger Kriege (Österreichischer Erbfolgekrieg, Siebenjähriger Krieg) die Situation der Bevölkerung stark verschlechtert hatte. In diesem Kontext fanden Ideen breiten Zulauf, die die Vorstellung von einer Nation als Gemeinschaft im Sinne eines idealisierten Selbstbildes betonten und sich vermischten, wie Demokratie, Patriotismus, Nationalismus, Sozialismus, Liberalismus. Für die schlechteren Lebensverhältnisse wurden im Sinne eines Feindbildes häufig ethnische oder kulturelle Minderheiten kollektiv verantwortlich gemacht. Noch während der Französischen Revolution kam es daher zu Terrorherrschaft und den Koalitionskriegen.
Führende Nationalstaatspolitiker wollten häufig ökonomische Autarkie erreichen.

## Minderheiten
Wo eine nennenswerte Anzahl Bürger eines Nationalstaates einem anderen Volk als dem tragenden Staatsvolk angehört, spricht man von einer Minderheit. Ideologische oder auch ethnische Minderheiten haben besonders in zentralistischen Staaten einen starken Drang nach Autonomie. Je nach Schweregrad von Zentralismus und Autonomiewunsch kann es zu unterschiedlich ausgeprägten Konflikten bzw. deren Lösung kommen.
Beispiele für Minderheiten sind die Dänen in Schleswig-Holstein, die Deutschen in Dänemark oder in Polen, die Südtiroler in Italien, die Sorben in Brandenburg und Sachsen oder die Kurden in der Türkei. Es handelt sich aber um unterschiedliche Typen von Minderheiten:
- Im Falle der Dänen in Süd- und der Deutschen in Nordschleswig fühlen die Menschen sich kulturell einer Nachbarnation verbunden. Solche nationalen Minderheiten entstehen in Grenzgebieten, wenn nationale Grenzen zu Zeiten gebildet wurden, als der Begriff der Nationalität noch nicht bestand oder wenn – wie bei diesem Beispiel – gemischte Siedlungsgebiete bestehen, die räumlich nicht getrennt werden konnten beziehungsweise auf eine gewaltsame Teilung (durch Zwangsumsiedlung oder Vertreibung) verzichtet wurde.
- Die Sorben bilden als westslawisches Volk eine Minderheit, die weitgehend geschlossen auf deutschem Staatsgebiet lebt und nie einen eigenen Nationalstaat gebildet hat.
- Die Kurden leben dagegen als Minderheiten in mehreren Staaten, darunter der Türkei, Iran, Syrien und dem Irak, ohne jemals einen eigenen Nationalstaat gebildet zu haben.

Saturierte (gesättigte) Nationalstaaten sollten eigentlich sehr friedliche Staaten sein. Sie haben keine Ansprüche an andere Länder und auch kein Sendungsbewusstsein, das zu Eroberungsplänen führen kann.

### Assimilation
Assimilation findet in der Regel im Laufe der Zeit immer statt, wenn die Minderheit kein Interesse hat, nicht groß genug ist oder nicht genug Durchsetzungskraft gegenüber der Mehrheit hat, einen eigenen Nationalstaat zu bilden oder sich dem Nationalstaat ihrer Nation anzuschließen. Im Laufe der Generationen ändert sich die Muttersprache und damit auch Nationalität, kulturelles Zugehörigkeitsgefühl und eigene Identität. Ein Beispiel dafür sind Elsässer und Lothringer.
Bei Staaten mit unsicherem Umgang mit der eigenen Identität kann es zu Assimilationsdruck gegenüber der Minderheit kommen.

### Separatismus
Separatismus ist der Drang der Bevölkerungsgruppe eines Nationalstaates aufgrund eigenständiger Kultur oder einer gegenüber der staatstragenden Ethnie unterschiedlichen Ethnizität einen eigenen Staat zu bilden oder sich einem anderen Staat anzuschließen. Beispiele hierfür sind die Basken, Katalanen, Kurden, Albaner oder die Uiguren.
Zwischen den Begriffen Separatismus und Nationalismus besteht häufig nur ein perspektivischer Unterschied, abhängig vom Standpunkt des bestehenden Staates oder der Abspaltungsbefürworter.

### Irredentismus
Leben außerhalb der Grenzen des Nationalstaates Angehörige der staatstragenden Nation, können sich auch daraus politische Probleme ergeben. Bewohnen sie ein geschlossenes Gebiet, kann das zu der Forderung führen, dieses dem Nationalstaat anzuschließen, zum Beispiel seitens Irlands bezüglich Nordirland. Hierfür steht der Begriff des Irredentismus (von dem italienischen irredenta für „unerlöst“). Bewohnen sie kein geschlossenes Gebiet, kann das zu Rückführungsaktionen führen. Ein Beispiel sind die Spätaussiedler in Deutschland.

## Der Nationalstaatsgedanke im 21. Jahrhundert
Es wird bezweifelt, dass die Begriffsdefinition einer Nation über gemeinsame Merkmale wie Sprache, Tradition, Sitten, Bräuche oder Abstammung vollumfänglich erfüllt werden kann.
Soziologen kritisieren die Vorstellung, alle Dauerbewohner eines Staates müssten ausschließlich Teil der zugehörigen Nation sein, sich zumindest aber bemühen, es zu werden. Gerade im Kontext zunehmender mixing cultures innerhalb jugendlicher Lebenswelten erschienen an nationalstaatlichen Kategorien orientierte Vorstellungen gesellschaftlicher und politischer Bildung wenig passgenau. Die zentrale Strategie für die Entwicklung des Nationalstaats sei die Homogenisierung von Sprache, Bildung und Lebensformen. Die Lebensarrangements Jugendlicher und junger Erwachsener mit Migrationshintergrund zeigten jedoch deutlich die integrierende Kraft eines Diversity Management, das politische Partizipation auf der Grundlage hybridisierter (Mehrfach-)Zugehörigkeiten begünstige.
Als alternatives staatsbürgerschaftliches Konzept hat sich der Verfassungspatriotismus entwickelt. In der sozialwissenschaftlichen Literatur werden die Begriffe Staatsnation, Willensnation und Kulturnation unterschieden.